# Adelshofen (Mittelfranken)
 For alternative betydninger, se Adelshofen. (Se også artikler, som begynder med Adelshofen)
Adelshofen er en købstad i Landkreis Ansbach i Regierungsbezirk Mittelfranken i den tyske delstat Bayern, og en del af Verwaltungsgemeinschaft Rothenburg ob der Tauber.

## Geografi
Adelshofen ligger i Region Westmittelfranken i dalen til floden Tauber. Nakommuner er (med uret, begyndende i nord) Uffenheim, Ohrenbach, Steinsfeld, Creglingen und Simmershofen.
Der er følgende bebyggelser: Adelshofen, Großharbach, Neustett, Tauberscheckenbach, Tauberzell.

## Historie
I 1383 erhvervede den fri rigsstad Rothenburg ob der Tauber store dele af det nuværende kommuneområde, og sikrede det i 1430 med volde og grave. I 1803 blev den en del af Bayern.